# Bojan Šaranov
Bojan Šaranov (serbisch-kyrillisch Бојан Шаранов; * 22. September 1987 in Vršac, SFR Jugoslawien) ist ein serbischer Fußballtorhüter.

## Karriere

### Verein
Šaranov spielte von 2004 bis 2011 für OFK Belgrad. Innerhalb dieser sieben Jahre wurde er mehrmals verliehen. Im Sommer 2011 entschied er sich für einen Wechsel ins Ausland. Über die Stationen Maccabi Haifa und Ergotelis kehrte er Ende Dezember 2015 nach Serbien zu FK Partizan Belgrad zurück.
Im Sommer 2019 wurde er vom türkischen Zweitligisten Fatih Karagümrük SK verpflichtet.

### Nationalmannschaft
Am 3. Juni 2011 debütierte Šaranov für die serbische Fußballnationalmannschaft in einem Freundschaftsspiel gegen die südkoreanische Fußballnationalmannschaft (1:2).